# آکیلس پریستر
آکیلس پریستر (زاده ۲۵ ژوئن ۱۹۷۱) درامر برزیلی متولد نامیبیا است. او در حال حاضر درامر گروه پاور متال برزیلی Hangar و گروه های پراگرسیو متال Midas Fate و Noturnall است. به عنوان یک درامر تور، پریستر با پل دی آنو، وینی مور، تونی مک آلپاین، وسپ و دراگون فورس همکاری موسیقایی داشته‌است. از سال ۲۰۰۱ تا ۲۰۰۸، او درامر آنگرا بود و سه آلبوم را ضبط کرد که دارای گواهینامهٔ طلا بودند.

## زندگی‌نامه
پریستر در اوتجو، آفریقای جنوب غربی (نامیبیای کنونی) از پدر و مادری برزیلی به دنیا آمد. اولین مواجههٔ او با درامز در چهار سالگی و هنگام تماشای اجرای یک گروه جاز در تلویزیون بود.
پریستر در سال ۱۹۷۷ به برزیل نقل مکان کرد و تا سال ۱۹۸۵ در تیم‌هایی مانند Foz do Iguaçu در پارانا، ABC و Guairacá فوتبال بازی کرد. در سال ۱۹۸۵ در جشنواره راک این ریو شرکت کرد و تصمیم گرفت درامر شود. اگرچه او شروع به نواختن روی قوطی کرد، اما در نهایت مجموعه‌ای متشکل از یک دام، تام (که از مدرسه‌اش قرض گرفته بود)، طبل باس، هیهات و سنج را جمع کرد و آن را از سقف خود آویزان کرد. بزرگ‌ترین تأثیرات او نیکو مک‌‌برین از آیرن میدن و دین کاسترونوو از Journey.
یک گروه تلویزیونی محلی به نام تراپیکال بند، اجراهای او را مشاهده کرد و از او دعوت کرد تا چند آهنگ را برای آنها. بعداً گروه استیلو لیور (استایل آزاد) او را به خدمت گرفت. پریستر سال‌های آینده تلاش می‌کرد، اما در نهایت با لباس‌های فلزی در سراسر برزیل به موفقیت دست پیدا کرد و در نهایت این شانس را پیدا کرد که در سال ۲۰۰۰ برای آنگرا تست تست بزند.
در سال ۲۰۰۶، پریستر در پروژهٔ فریکیز فابیو لاگونا شرکت کرد.
او تا پایان سال ۲۰۰۷ با آنگرا به نواختن ادامه داد، اما در نهایت گروه را ترک کرد و روی گروه دیگرش، Hangar تمرکز کرد. در سال ۲۰۱۰، او به همراه شش درامر دیگر برای شانس جایگزینی درامر سابق دریم تیاتر، مایک پورتنوی، تست داد. گروه در نهایت تصمیم گرفت مایک مانگینی را به عنوان درامر جدید خود استخدام کند.
در سال ۲۰۱۳، اعلام شد که پریستر به گروه پراگرسیو متال میداس فیت پیوسته‌است.
در ۹ سپتامبر ۲۰۱۴، پریستر به عنوان درامر جدید پرایمال فیر در صفحه رسمی فیسبوک گروه اعلام شد اما تنها چند ماه بعد گروه را ترک کرد.